# 41.º batalhão (PMERJ)
O 41.º Batalhão de Polícia Militar (41.º BPM) é uma organização policial militar (OPM) da Polícia Militar do Estado do Rio de Janeiro (PMERJ). Subordina-se ao 2.º Comando de Policiamento de Área (2.º CPA).

## Histórico
Por muitos anos, o 9.º BPM foi responsável pelo patrulhamento dos bairros cariocas de Irajá, Colégio, Pavuna e outros, como Rocha Miranda, Cascadura e Oswaldo Cruz.
Porém, com o passar dos anos, a população da região atendida pelo 9.º BPM aumentou tanto, que ele tinha dificuldades de atender a grande demanda de segurança pública dessas localidades.
Por isso, em 16 de junho de 2010, através da Resolução SESEG n.º 366, publicado no Boletim Ostensivo da Polícia Militar n.º 105, de 23 de junho do mesmo ano, foi criado o 41.º BPM, em Colégio, com vistas a melhorar o policiamento ostensivo e a manutenção da ordem pública.
O 41.º BPM é o batalhão que mais mata e atira em toda a capital fluminense. De 2011 a 2018, foram ao menos 567 mortes.
No dia 10 de março de 2018, a vereadora Marielle Franco havia denunciado policiais do batalhão por abusos de autoridade contra os moradores do bairro de Acari. Quatro dias depois, a vereadora foi executada a tiros. Ela havia chamado o batalhão de "batalhão da morte."
A munição utilizada na execução de Marielle foi desviada por um ex-escrivão da Polícia Federal. Esse escrivão havia sido preso em 2007, pela Operação Toca, acusado de manter uma fábrica de munições para atender traficantes do Comando Vermelho.

## Área de Atuação
O batalhão é responsável pelo patrulhamento dos bairros cariocas da zona norte de Colégio, Irajá, Vista Alegre, Vila da Penha, Vicente de Carvalho, Vila Kosmos, Guadalupe, Ricardo de Albuquerque, Anchieta, Parque Anchieta, Pavuna, Costa Barros, Barros Filho, Parque Colúmbia e Acari.
Sua 1.ª Companhia está sediada, em Vista Alegre, a 2ª no bairro de Guadalupe a 3.ª, no bairro da Pavuna.